# شادمانه
شادمانه، روستایی از توابع بخش مرکزی شهرستان نهاوند در استان همدان ایران است.مردم این روستا از  ترک های بیات  هستند و به دو زبان ترکی و لری مسلط هستند. 

## جمعیت
این روستا در دهستان طریق الاسلام قرار دارد و براساس سرشماری مرکز آمار ایران در سال ۱۳۹۵، جمعیت آن ۱۰۸ نفر (۳۴خانوار) بوده‌است.